# Surinam en los Juegos Olímpicos de Montreal 1976
Surinam estuvo representado en los Juegos Olímpicos de Montreal 1976 por tres deportistas masculinos que compitieron en dos deportes.
El equipo olímpico surinamés no obtuvo ninguna medalla en estos Juegos.